# Saint-Just-Sauvage
Saint-Just-Sauvage is een gemeente in het Franse departement Marne (regio Grand Est). De plaats maakt deel uit van het arrondissement Épernay. Saint-Just-Sauvage telde op 1 januari 2022 1.425 inwoners.

## Geschiedenis
In de 12e eeuw werd de Abdij van Macheret van de Orde van Grandmont opgericht op het grondgebied van Saint-Just.
In 1888 nam de gemeente Saint-Just haar huidige naam aan.

## Geografie
De oppervlakte van Saint-Just-Sauvage bedroeg op 1 januari 2022 17,74 vierkante kilometer; de bevolkingsdichtheid was toen 80,3 inwoners per km². In het zuiden vormt de Seine de gemeentegrens en ook de grens tussen de departementen Marne en Aube.

## Demografie
Onderstaande figuur toont het verloop van het inwonertal (bron: INSEE-tellingen).